# 西川町
西川町（にしかわまち）は、山形県の中央部にある人口約4千人の町。

## 地理
出羽三山の月山と朝日連峰の朝日岳が町の南端と北端に位置する。町の東西に伸びる交通路は、県庁所在地のある内陸部の村山地方と、日本海に面した庄内地方を結ぶ短絡経路になっている。国道112号および山形自動車道が通り、東部で寒河江市と接続する。
町のほぼ中央部にある月山湖は、町を横断する寒河江川につくられた寒河江ダムによるダム湖で、村山地方を潤す水源の1つであり、100mを越える高さまで水を噴き出す巨大な噴水「月山湖大噴水」が観光名所にもなっている。
国土庁（当時）「水の郷百選」認定されている。また、名水百選「月山山麓湧水群」の選定も受けており、1983年（昭和58年）から「月山自然水」が販売されている。湧水と風土を生かした日本酒、ワイン、ビールの醸造元があり、これら3種類の醸造元がある自治体は山形県で唯一である。
月山湖ではカヌーの全国大会も開かれているほか、豪雪地帯であるため7月まで夏スキーも行われている。
- 山：月山、朝日岳
- 河川：寒河江川
- 湖沼：月山湖

## 気候
ケッペンの気候区分では西岸海洋性気候に属するが最寒月の平均気温が-2.3℃と温帯の中では冬の寒さが厳しい。また最暖月の平均気温も21.8℃で温暖湿潤気候にも近い。
年間降水量が2719mmで西岸海洋性気候の多雨地帯であるベルゲンをも上回り、同気候の中では世界屈指の降水量で熱帯地方にも匹敵する降水量を誇る。
年間を通じて全体的に降水量が多く特に冬季は全国指折りの豪雪地帯となり豪雪地帯対策特別措置法による特別豪雪地帯の指定を受けている。
| 大井沢（1991年 - 2020年）の気候    | 大井沢（1991年 - 2020年）の気候 | 大井沢（1991年 - 2020年）の気候 | 大井沢（1991年 - 2020年）の気候 | 大井沢（1991年 - 2020年）の気候 | 大井沢（1991年 - 2020年）の気候 | 大井沢（1991年 - 2020年）の気候 | 大井沢（1991年 - 2020年）の気候 | 大井沢（1991年 - 2020年）の気候 | 大井沢（1991年 - 2020年）の気候 | 大井沢（1991年 - 2020年）の気候 | 大井沢（1991年 - 2020年）の気候 | 大井沢（1991年 - 2020年）の気候 | 大井沢（1991年 - 2020年）の気候 |
| 月                                 | 1月                             | 2月                             | 3月                             | 4月                             | 5月                             | 6月                             | 7月                             | 8月                             | 9月                             | 10月                            | 11月                            | 12月                            | 年                              |
| ---------------------------------- | ------------------------------- | ------------------------------- | ------------------------------- | ------------------------------- | ------------------------------- | ------------------------------- | ------------------------------- | ------------------------------- | ------------------------------- | ------------------------------- | ------------------------------- | ------------------------------- | ------------------------------- |
| 最高気温記録 °C （°F）             | 12.7 (54.9)                     | 15.7 (60.3)                     | 19.2 (66.6)                     | 27.0 (80.6)                     | 31.5 (88.7)                     | 32.6 (90.7)                     | 35.0 (95)                       | 35.7 (96.3)                     | 33.4 (92.1)                     | 28.7 (83.7)                     | 24.0 (75.2)                     | 16.0 (60.8)                     | 35.7 (96.3)                     |
| 平均最高気温 °C （°F）             | 1.0 (33.8)                      | 1.8 (35.2)                      | 5.3 (41.5)                      | 11.8 (53.2)                     | 19.5 (67.1)                     | 23.2 (73.8)                     | 26.3 (79.3)                     | 27.7 (81.9)                     | 23.1 (73.6)                     | 17.0 (62.6)                     | 10.5 (50.9)                     | 3.7 (38.7)                      | 14.3 (57.7)                     |
| 日平均気温 °C （°F）               | −2.3 (27.9)                     | −2.1 (28.2)                     | 0.6 (33.1)                      | 5.2 (41.4)                      | 12.1 (53.8)                     | 16.9 (62.4)                     | 20.9 (69.6)                     | 21.8 (71.2)                     | 17.5 (63.5)                     | 11.0 (51.8)                     | 5.1 (41.2)                      | 0.1 (32.2)                      | 8.9 (48)                        |
| 平均最低気温 °C （°F）             | −5.7 (21.7)                     | −6.3 (20.7)                     | −3.8 (25.2)                     | −0.4 (31.3)                     | 5.1 (41.2)                      | 11.0 (51.8)                     | 16.3 (61.3)                     | 17.1 (62.8)                     | 12.9 (55.2)                     | 6.0 (42.8)                      | 0.6 (33.1)                      | −3.1 (26.4)                     | 4.2 (39.6)                      |
| 最低気温記録 °C （°F）             | −18.9 (−2)                      | −18.3 (−0.9)                    | −19.9 (−3.8)                    | −10.8 (12.6)                    | −2.2 (28)                       | 1.6 (34.9)                      | 6.4 (43.5)                      | 7.3 (45.1)                      | 0.8 (33.4)                      | −3.0 (26.6)                     | −11.1 (12)                      | −15.4 (4.3)                     | −19.9 (−3.8)                    |
| 降水量 mm （inch）                 | 345.3 (13.594)                  | 226.9 (8.933)                   | 185.0 (7.283)                   | 142.3 (5.602)                   | 138.5 (5.453)                   | 166.7 (6.563)                   | 291.6 (11.48)                   | 197.9 (7.791)                   | 179.4 (7.063)                   | 198.3 (7.807)                   | 268.9 (10.587)                  | 364.4 (14.346)                  | 2,719 (107.047)                 |
| 降雪量 cm （inch）                 | 378 (148.8)                     | 291 (114.6)                     | 196 (77.2)                      | 69 (27.2)                       | 3 (1.2)                         | 0 (0)                           | 0 (0)                           | 0 (0)                           | 0 (0)                           | 0 (0)                           | 40 (15.7)                       | 278 (109.4)                     | 1,265 (498)                     |
| 平均降水日数 （≥1.0 mm）           | 26.1                            | 21.1                            | 19.9                            | 14.5                            | 12.2                            | 11.7                            | 15.1                            | 12.9                            | 13.8                            | 15.4                            | 19.1                            | 24.5                            | 205.7                           |
| 平均月間日照時間                   | 26.4                            | 46.1                            | 94.6                            | 155.8                           | 195.9                           | 151.1                           | 123.2                           | 143.4                           | 109.7                           | 108.2                           | 75.9                            | 35.8                            | 1,263.7                         |
| 出典1：Japan Meteorological Agency |                                 |                                 |                                 |                                 |                                 |                                 |                                 |                                 |                                 |                                 |                                 |                                 |                                 |
| 出典2：気象庁                      |                                 |                                 |                                 |                                 |                                 |                                 |                                 |                                 |                                 |                                 |                                 |                                 |                                 |

## 歴史
- 1954年（昭和29年）10月1日 - 川土居村、西山村、本道寺村、大井沢村が合併し、西川町誕生。

## 行政
- 町長：菅野大志（2022年4月 - ）

## 経済

### 観光

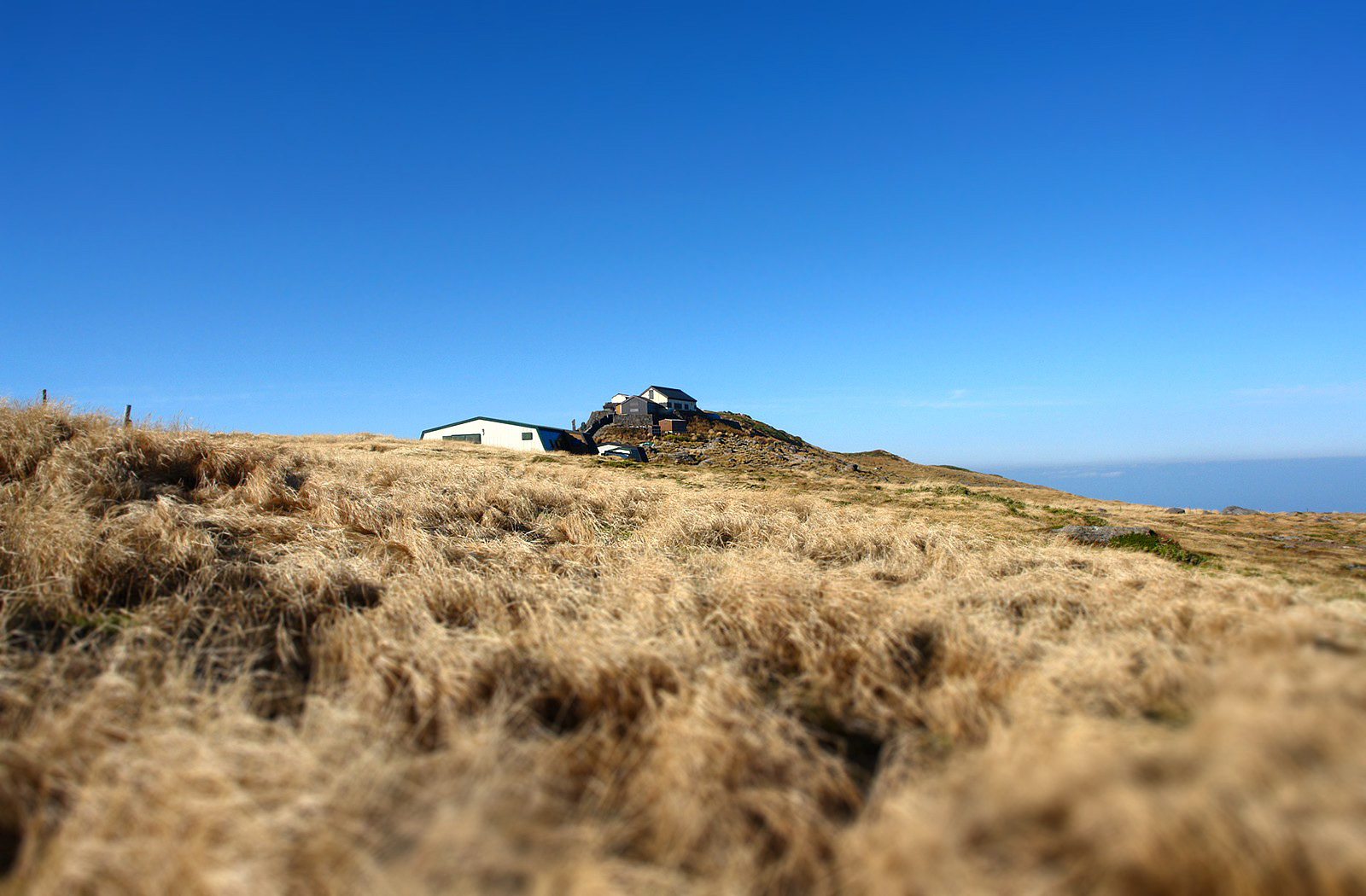
月山

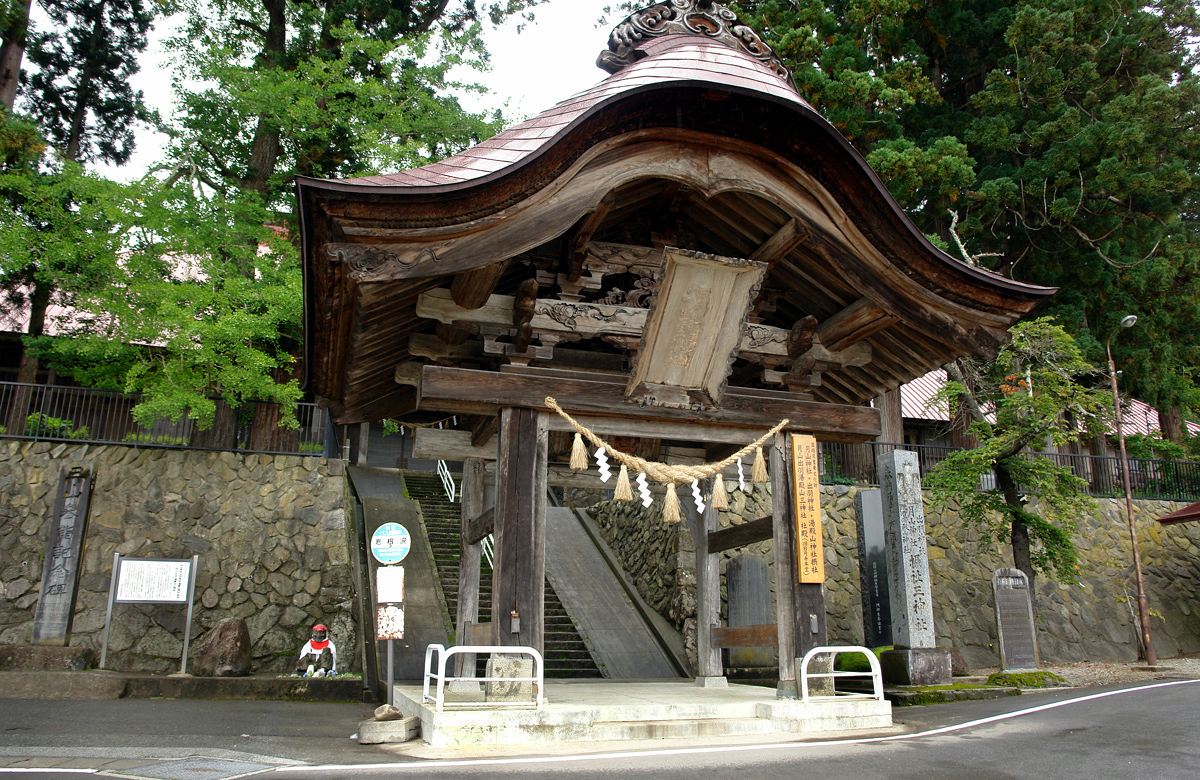
岩根沢三山神社

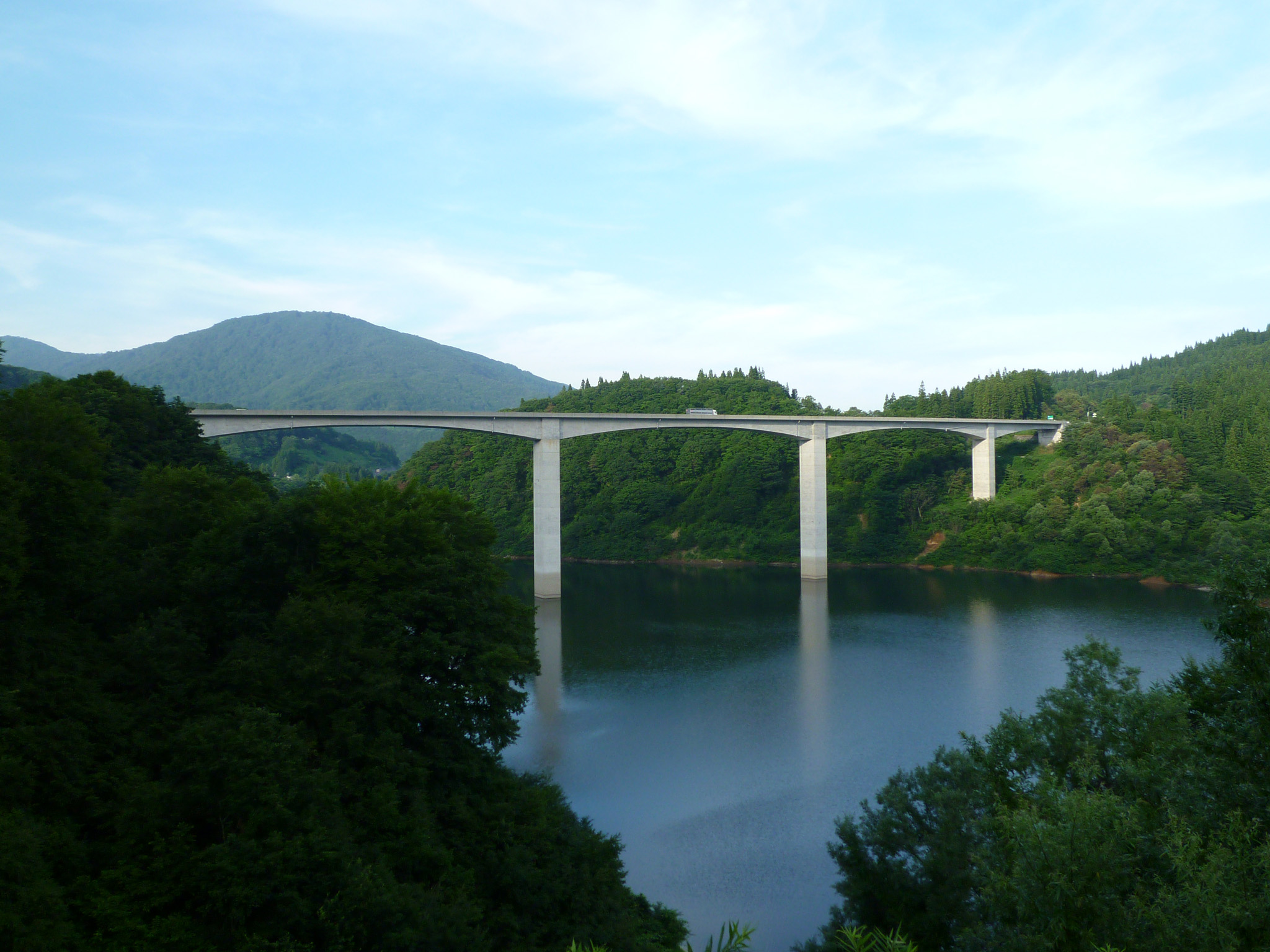
月山湖と山形自動車道

出羽三山の「月山」と「湯殿山」の観光資源を有している。戦後は月山の夏スキーで有名になっていたが、近年、寒河江ダム完成による「月山湖」や山形道の完成による時間短縮効果、温泉の湧出、等により新たな観光スポットが創出され、豊富な観光資源を有している町になっている。
- 月山スキー場…日本有数の豪雪地帯ゆえ雪解けも遅く、また、スキー場までの道が春まで除雪しきれないため、4月上旬〜7月頃まで春(夏)スキー場として運営している。
- 西川町民スキー場…町東部、国道112号沿いに位置。ファミリー向け（初級者・中級者向け）のゲレンデでスノーボードも滑走可能[3]。ナイター営業も行っている[3]。
- 月山志津温泉…昭和時代までは出羽三山・月山信仰の宿場として、また、夏スキーの拠点や夏場の合宿場としてこぢんまりとした地域だった。しかし、蔵王・月山地域リゾート構想による弓張平公園の整備で開けたところになり、また、平成元年に温泉がわき出し、現在10軒ほどで温泉街を形成している。ナトリウム塩化物泉。
- 山菜料理･･･西川町はその多くが山間部でもあり、またかつては林業が盛んだったこともあって、特用林産物であるキノコ・山菜の生産額は全国でも有数の山菜王国となっている[4]。志津地域や間沢地域などの宿場では、昔から出羽三山詣での行者などへ山菜やきのこでもてなしており、その伝統を引き続ぐ宿屋や山菜料理店が今でも両地区に残っている。特に町の中心部・間沢には山菜料理を専門とする店が2店舗（「出羽屋」「玉貴」）あり、マスメディアなどでも紹介されている。
- 道の駅にしかわ…日帰り温泉を有している。また、地ビール工場や天然水ボトリング工場も併設している。
- 月山湖（寒河江ダムのダム湖）
  - 月山湖大噴水
  - 月山湖水の文化館
- 名水百選「月山山麓湧水群」
- 弓張平公園
- 山形県立自然博物園
- 岩根沢三山神社
- 大日寺跡湯殿山神社
- 大井沢自然博物館 - 自然と匠の伝承館を併設。
- 大井沢の大栗 - 幹回りの長さが日本一の栗の巨樹。
- 西川町歴史文化資料館
- 長沼・大沼森林公園

### 産業
- 戦前は養蚕業が盛んで、県内でも有数の製糸業地であった。
- 総面積の9割程度が山間部のため林業も盛んであった。しかし、海外からの輸入材により、現在は厳しい状況となっている。
- 町内には磯部小山鉱山（金銅鉱床があった）など14か所にのぼる鉱山での鉱業もあったが、こちらも昭和40〜50年代に衰退し閉山・廃業に追い込まれた。
- 現在はひっぱりうどんの伝統を使い、製麺業が営まれている。また、水の郷百選にも選ばれている西川町の名水を生かし、町郊外で葡萄やサクランボを利用したワイン作り（月山トラヤワイナリー（資）虎屋西川工場）や県内唯一の地ビール作り（「地ビール月山」）、天然水のボトリングなどが行われている。

### 郵便局
- 西川郵便局（集配局）
- 間沢郵便局
- 西川月山郵便局
- 大井沢郵便局
- 本道寺簡易郵便局

### 金融機関
- 山形銀行西川支店
- きらやか銀行間沢支店

## 姉妹都市
- フリスコ町（英語版）（アメリカ合衆国コロラド州）
1990年（平成2年）8月29日、姉妹都市提携。

## 地域

### 人口
| |                                        |  |
| 西川町と全国の年齢別人口分布（2005年） | 西川町の年齢・男女別人口分布（2005年） |  |
| ■紫色 ― 西川町 ■緑色 ― 日本全国 | ■青色 ― 男性 ■赤色 ― 女性              |  |
| 西川町（に相当する地域）の人口の推移 \| 1970年（昭和45年） \| 10,740人 \| \| \| 1975年（昭和50年） \| 10,016人 \| \| \| 1980年（昭和55年） \| 9,473人 \| \| \| 1985年（昭和60年） \| 9,511人 \| \| \| 1990年（平成2年） \| 8,554人 \| \| \| 1995年（平成7年） \| 8,208人 \| \| \| 2000年（平成12年） \| 7,452人 \| \| \| 2005年（平成17年） \| 6,917人 \| \| \| 2010年（平成22年） \| 6,270人 \| \| \| 2015年（平成27年） \| 5,636人 \| \| \| 2020年（令和2年） \| 4,956人 \| \| |                                        |  |
| 総務省統計局 国勢調査より |                                        |  |
| 1970年（昭和45年） | 10,740人                               |  |
| 1975年（昭和50年） | 10,016人                               |  |
| 1980年（昭和55年） | 9,473人                                |  |
| 1985年（昭和60年） | 9,511人                                |  |
| 1990年（平成2年） | 8,554人                                |  |
| 1995年（平成7年） | 8,208人                                |  |
| 2000年（平成12年） | 7,452人                                |  |
| 2005年（平成17年） | 6,917人                                |  |
| 2010年（平成22年） | 6,270人                                |  |
| 2015年（平成27年） | 5,636人                                |  |
| 2020年（令和2年） | 4,956人                                |  |

### 教育
小学校
- 西川町立西川小学校

中学校
- 西川町立西川中学校

博物館
- 大井沢自然博物館
  - 月山や朝日連峰に棲息する動植物を展示。

体育施設
- 西川町民体育館

コワーキング施設
- にしかわイノベーションハブTRAS

## 交通

### 鉄道
かつては大正13年（1924年）に設立された三山電気鉄道（山形交通の礎）による三山線が羽前高松駅（左沢線）と間沢駅間を走り、鉱物の搬出や旅客（晩年は月山へのスキー客）の手段として広く利用されてきた（左沢線は現在においても非電化だが、三山線は寒河江川の水力発電を利用して電化されていた）。しかし、モータリゼーションの発達等により利用数が減少し、1974年に廃止された。なお、三山線の跡地は間沢〜山寺を結ぶ37.8kmの大規模自転車道「さくらんぼサイクリングロード」として利用されている。
現在の最寄り駅は寒河江駅。

### バス
- 高速バス（西川BSに停車）
  - 仙台 - 酒田・本荘線 （山交バス、庄内交通、宮城交通、羽後交通、ただし仙台行きは乗車のみ・仙台発は下車のみ）
  - 山形 - 鶴岡・酒田線 （山交バス、庄内交通）
- 西川町路線バス

### 空港
最寄りの空港は東根市にある山形空港である。高速バスなどで連絡されている。

### 道路
- 高速道路
  - E48 山形自動車道：西川IC、月山湖PA、月山IC
- 一般国道
  - 国道112号
- 都道府県道（主要地方道）
  - 山形県道26号寒河江西川線
  - 山形県道27号大江西川線
  - 山形県道54号貫見間沢線

## 著名な出身者
- 横山万蔵（前西川町長、全国町村会副会長）
- 佐藤里治（元衆議院議員）
- 飯田弘之（人工知能学者、元将棋棋士）
- 丸屋真也（臨床心理学者）
- 志田周子（女医、歌人。旧大井沢村尋常小学校卒）
- 山内志朗（哲学者、慶應義塾大学教授）

## 西川町を舞台にした作品
- 「鶴瓶の家族に乾杯」2007年（平成19年）2月12日・19日放送回にて 関根勤とともに訪問された。
- テレビドラマ「おしん」：おしんの母親が真冬の川に身を沈める場面を撮影（大井沢地域）。
- 出身有名人に記載の志田周子が、当時無医村だった山形県大井沢村（現・西川町大井沢）で生涯を医療にささげた物語「いしゃ先生」の撮影地・舞台でもある。